# Wang Meng (écrivain)
Pour les articles homonymes, voir Wang Meng et Wang (patronyme).
Wang Meng, né en 1934 à Pékin, est un écrivain chinois. Ministre de la Culture de 1986 à 1989, il doit quitter cette fonction après les manifestations de la place Tian'anmen du 4 juin.

## Biographie
Son père professeur de philosophie, Wang Meng grandît sous l’occupation par les Japonais. Il a à peine treize ans quand il commence à s’engager dans le domaine politique en adhérant à la Ligue de Jeunesse de la Démocratie Nouvelle, une organisation devançant la Ligue de jeunesse communiste. À l’occupation de Pékin par les troupes de l’Armée rouge en 1948, il est chargé d’une première fonction au sein de l’organisation en devenant secrétaire de quartier.
Les débuts de sa création littéraire remontent à ses 19 ans, avec une première œuvre, un roman au titre Que vive la Jeunesse, qui décrit la vie étudiante, mais n’est publié qu’en 1979. Sa première publication est la nouvelle Xiao Dour (1955), suivie de La Fête de printemps et Nouveau au service d’organisation.
Ces publications lui offrent une certaine renommée ; mais peu après, avec le tournant de la campagne des Cent Fleurs, elles subiront des attaques du côté officiel. En conséquence, à 24 ans, il disparaît pour être interné dans un camp de travail à proximité de Pékin, ayant été critiqué pour déviations droitières.
En 1961 il est partiellement réhabilité pour quelque temps, et chargé d’un poste d’enseignant à l’université normale de Pékin, mais l’interdiction d’activités littéraires est maintenue, et un an plus tard il est de nouveau déporté, de décembre 1963 à juin 1979, cette fois dans la Préfecture autonome kazakhe d'Ili au Xinjiang, une région frontalière avec l’Union soviétique.
Il y passera seize ans, mais sans être inactif et se dédiera à l’apprentissage de la langue ouïghour et finalement à la traduction de quelques nouvelles en cette langue. Il ne rédige que deux œuvres durant toute cette époque.
À la fin de la révolution culturelle en 1979, sa réhabilitation est rendue officielle et Wang Meng retourne à Pékin pour connaître une nouvelle période de productivité littéraire intense.
Après un premier séjour à l’étranger en 1980, il est admis au sein du Conseil de la Fédération des écrivains chinois en 1981, devient vice-président du PEN club chinois en 1982 et membre du Comité central du Parti communiste. Depuis 1983 il dirige la rédaction du Magazine littérature du peuple.
Il fut ministre de la Culture de la république populaire de Chine de 1986 à 1989. Il est démis de ses fonctions après manifestations de la place Tian'anmen.

## Œuvres
- Romans : 
  - Le salut bolchévique (Messidor, 144 p., 1989)

- Nouvelles
  - Frühlingsfest, 1956 (Fête du nouvel an)
  - Der Neuling in der Organisationsabteilung, 1956
  - Nächtlicher Regen, 1962 (Pluie Nocturne)
  - Das Wertvollste, 1978 (Ce qu’il y a de plus précieux)
  - Das dankbare Herz, 1979 (Un cœur rempli de gratitude)
  - Schmetterling, 1980 (Le Papillon)
  - Stimmen des Frühlings, 1980 – (Voix Printanières)
  - Die Drachenschnur, 1980 – (La corde du cerf-volant)
  - Andante Cantabile, 1981
  - Celle qui dansait (Bleu de Chine)
  - Contes de l'ouest lointain (Bleu de Chine)
  - Contes et libelles (Bleu de Chine)
  - Les Sourires du sage (Bleu de Chine)
  - Des Yeux gris clair (Bleu de Chine)

## Prix, récompenses et distinctions
- 2015 : prix littéraire Mao Dun pour Scenery on this Side